# Carey (Wisconsin)
Carey – miasto w Stanach Zjednoczonych, w stanie Wisconsin, w hrabstwie Iron.